# اس تلمبه
اس تلمبه یک ستاره است که در صورت فلکی تلمبه قرار دارد.